# Wikstroemia villosa
Wikstroemia villosa é uma espécie de planta da família Thymelaeaceae.
Endémica da ilha Maui no Havai, Estados Unidos, foi considerada até 2016 como extinta devido à perda de habitat.